# ديانا باريمور
ديانا باريمور (بالإنجليزية: Diana Barrymore)‏ هي كاتِبة وممثلة أمريكية، ولدت في 3 مارس 1921 بنيويورك في الولايات المتحدة، وتوفيت بنفس المكان في 25 يناير 1960 بسبب جرعة زائدة. بدأت مشوارها المهني سنة 1939.

## وصلات خارجية
- ديانا باريمور على موقع IMDb (الإنجليزية)
- ديانا باريمور على موقع روتن توميتوز (الإنجليزية)
- ديانا باريمور على موقع ألو سيني (الفرنسية)
- ديانا باريمور على موقع أول موفي (الإنجليزية)
- ديانا باريمور على موقع قاعدة بيانات برودواي على الإنترنت (الإنجليزية)
- ديانا باريمور على موقع قاعدة بيانات برودواي على الإنترنت (الإنجليزية)
- ديانا باريمور على موقع قاعدة بيانات الأفلام السويدية (السويدية)
- ديانا باريمور على موقع قاعدة بيانات الفيلم (الإنجليزية)
- ديانا باريمور على موقع كينوبويسك (الروسية)